# Quatuor Artemis
Pour les articles homonymes, voir Artémis (homonymie).
Le Quatuor Artemis est un quatuor à cordes fondé en 1989 au conservatoire de Lübeck, en Allemagne. Les membres actuels sont Vineta Sareika et Suyoen Kim (de) (violons), Gregor Sigl (alto) et Harriet Krijgh (en) (violoncelle).

## Histoire
Le Quatuor Artemis étudie successivement sous la direction de Walter Levin, premier violon du Quatuor LaSalle, du Quatuor Alban Berg, du Quatuor Juilliard et du Quatuor Emerson. 
Il remporte la German Music Competition en 1995, le premier prix du Concours international de musique de l'ARD en 1996 et le Premio Paolo-Borciani en 1997.
Le Quatuor Artemis se produit ensuite sur toutes les grandes scènes internationales et enregistre de nombreuses œuvres du répertoire, dont l'intégrale des quatuors à cordes de Beethoven, sous étiquette Virgin Classics, puis Erato. Les enregistrements du quatuor ont reçu de nombreuses récompenses incluant le Diapason d'Or, le "Gramophone Award" et plusieurs "ECHO Classic". Le Quatuor organise ses propres séries de concerts à la Philharmonie de Berlin, au Konzerthaus de Vienne et au Prinzregententheater à Munich. Il est membre honoraire de l'association de la Beethoven-Haus à Bonn. À partir de 2008, ils décident de jouer debout, placés en arc de cercle autour du violoncelliste assis sur un piédestal, afin de mieux réagir à la musique. 
Les membres du Quatuor Artemis sont également professeurs de musique de chambre à l'université des arts de Berlin (Universität der Künste Berlin) et à la Chapelle Musicale Reine Elisabeth. 

## Membres
- Violon : Wilken Ranck (1989 - 1994), Natalia Prischepenko (1994 - 2012), Vineta Sareika (depuis 2012)
- Violon : Isabel Trautwein (1989 - 1991), Heime Müller (1991 - 2007), Gregor Sigl (2007 - 2016), Anthea Kreston (2016 - 2019), Suyoen Kim (depuis 2019)
- Alto: Volker Jacobsen (1989 - 2007), Friedemann Weigle † (2007 - 2015), Gregor Sigl (depuis 2016)
- Violoncelle: Eckart Runge (1989 - 2019), Harriet Krijgh (depuis 2019)